# Santa Maria in Portico in Campitelli
Santa Maria in Campitelli és una església de Roma al barri de Sant'Angelo.

## Història i descripció
D'origen molt antic, Santa Maria in Campitello que originàriament s'aixecava amb unes dimensions significativament més reduïdes al lloc de l'actual palau Gaetani Lovatelli, antigament Serlupi, amb la mateixa orientació que l'església actual, s'esmenta per primera vegada al segle xii amb el Liber Censuum i en el moment de la seva supressió, a més de l'altar major, sobre el qual es va construir un tabernacle d'estil cosmatesc al segle xiii per la família Capizucchi, posseïa quatre altars, dos dels quals dels Paluzzi, un dels Capizucchi. i un pel Muti.
El 4 d'agost de 1601, el papa Climent VIII va concedir l'església i el que li pertanyia a sant Giovanni Leonardi i als Clergues Regulars de la Mare de Déu, orde que s'havia fundat a l'església de Santa Maria della Rosa, a Lucca, l'1 de setembre de 1574.
La reconstrucció de l'església del lloc actual es va iniciar el 29 de setembre de 1661, seguida de l'arquitecte Carlo Rainaldi per encàrrec del papa Alexandre VII, que volia celebrar la fi de la pesta de 1656 que ja havia delmat dues cinquenes parts de la població del Regne de Nàpols i que amenaçava d'estendre's fins a Roma i els territoris veïns, construint una casa digna per a una icona mariana que es creu miraculosa conservada a la petita església de Santa Maria del pòrtic.
En aquesta església situada a la desapareguda Via della Bocca della Verità, durant la pesta la població romana es va concentrar i es va reunir durant molt de temps, fins i tot als carrers del voltant, provocant-ne el tancament tant per motius d'higiene com per l'estretor del lloc no llunyà de el llatzaret establert a l'illa Tíber. Com que el flux de fidels continuava estacionant-se als carrers dels voltants fins i tot de nit, el 8 de desembre d'aquell any, els senadors i els conservadors de Roma es van reunir davant d'aquella església per formalitzar la votació segons la qual si la pesta havia cessat, en acció de gràcies els ciutadans haurien restaurat l'església de maneres més decents per acollir la imatge sagrada. Amb la reconstrucció en un lloc més gran i en dimensions més grans desitjada per Alexandre VII, amb la supressió de les dues petites esglésies anteriors, el nou edifici va reunir els dos títols, Santa Maria in Campitelli, presents a la plaça des de l'alta edat mitjana, i Santa Maria in Portico, on es guardava la imatge miraculosa. L'edifici es va acabar l'any 1667, sense les estàtues incloses en el projecte original de la façana.

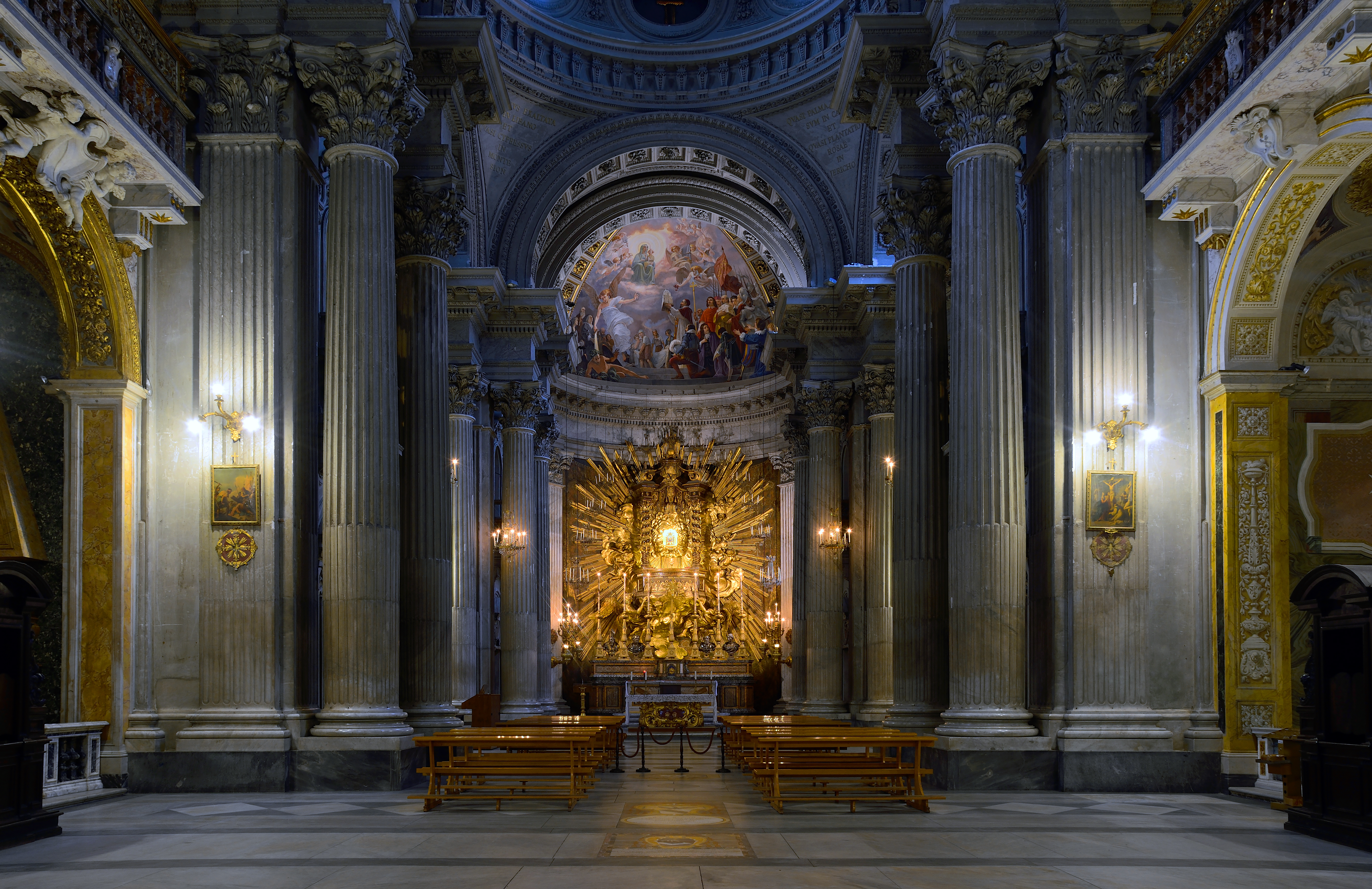
L'interior

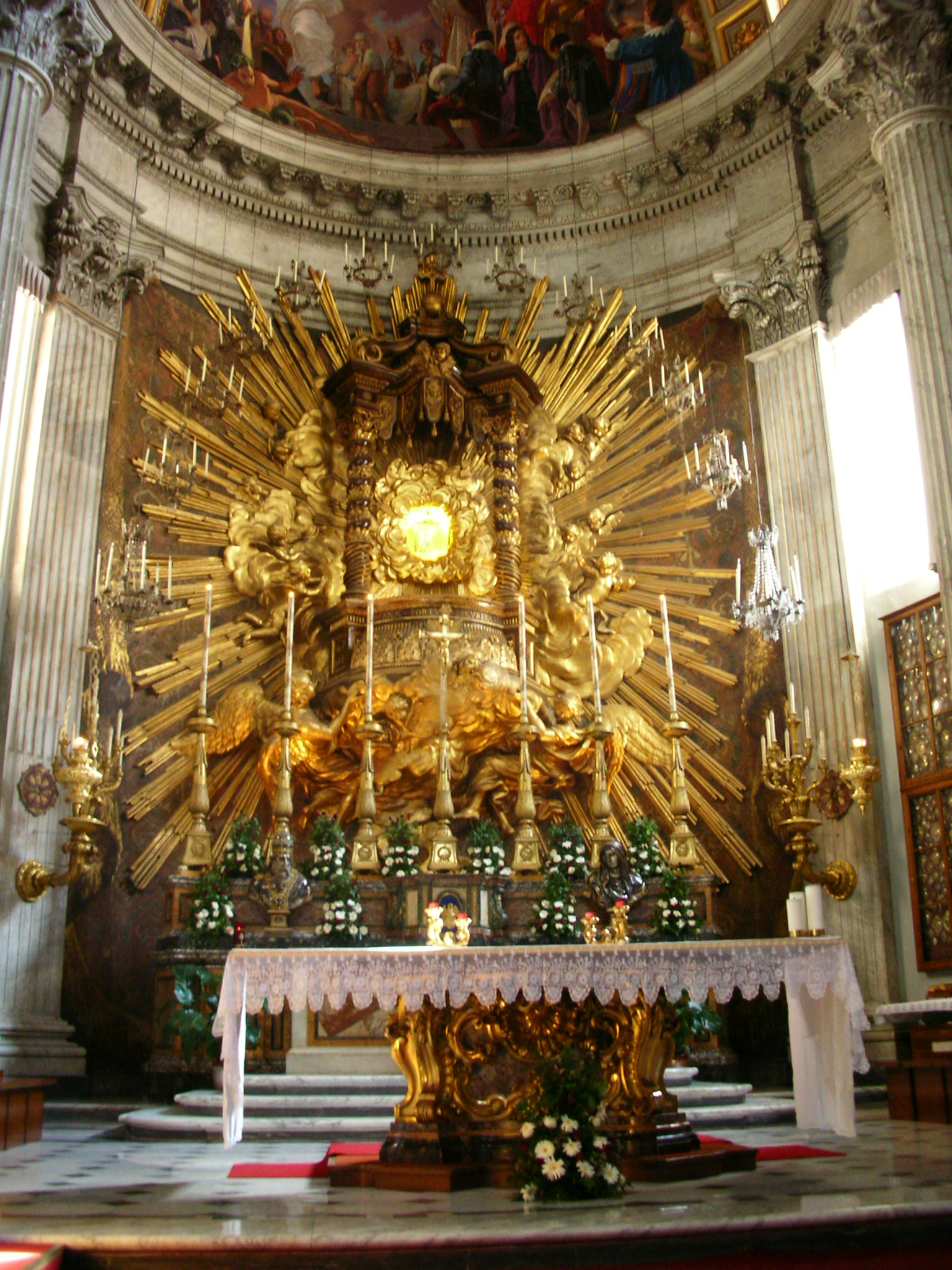
Altar segons disseny de Carlo Rainaldi

L'interior és de planta longitudinal. L'espacialitat típica de les esglésies de la Contrareforma es contradiu, però, per dues axialitats transversals; el projecte inicial incloïa una nau el·líptica, disposada longitudinalment i conclosa per un segon espai circular. L'elevació està marcada per una sèrie de columnes lliures monumentals inspirades en l'arquitectura d'Andrea Palladio, poc habitual en el barroc romà. Als altars hi ha pintures de Luca Giordano, Sebastiano Conca i del Baciccio. També cal esmentar la tomba del cardenal Bartolomeo Pacca.
L'altar central és una construcció barroca impressionant, Jennifer Montagu dirà "el marc [que conté la imatge miraculosa de la Verge], representació simbòlica del pòrtic, és a dir, el pòrtic d'Octavia, d'on es trobava l'església en la qual era originàriament). conservat va prendre el seu nom, té una forma que deriva del baldaquí de Sant Pere, envoltat d'una glòria d'àngels, núvols i raigs daurats, que de nou fan referència a Bernini, és a dir, a la glòria de la Càtedra de Sant Pere". Melchiorre Cafà, certament, va fer la maqueta de cera, però va morir unes setmanes abans que es col·loqués el quadre sagrat de la Mare de Déu. Tanmateix, es va seguir el model de Cafà perquè els àngels ocupen bona part del seu estil; tanmateix, el "invent" més aviat genèric hauria de ser de Carlo Rainaldi.
L'església domina la Piazza di Campitelli, on es troba una font de Giacomo della Porta, que en el projecte urbanístic d'Alexandre VII hauria d'haver estat acompanyada d'una segona, no executada, en posició simètrica.
Originàriament pertanyent al barri de Campitelli, l'edifici va ser atribuït al barri de Sant'Angelo quan els límits d'aquest últim es van ampliar cap a mitjans del segle xx, després de les demolicions dels vint anys de feixisme.

## El títol cardenalici
La diaconia de Santa Maria in Portico Campitelli (en llatí: Diaconia Sanctæ Mariæ in Porticu) va ser instituïda el 26 de juny de 1662 pel papa Alexandre VII per substituir la de Santa Maria in Portico Octaviae, l'església de la qual estava en roïnes.
Des del 5 d'octubre de 2019 el titular és el cardenal Michael Louis Fitzgerald, nunci apostòlic a Egipte.

### Titulars
- Francesco Maidalchini (26 de juny de 1662 - 11 d'octubre de 1666 nomenat cardenal diaca de Santa Maria in Via Lata)
- Louis de Vendôme (18 de juliol de 1667 - 12 d'agost de 1669 mort)
  - Vacant (1669 - 1671)
- Gaspare Carpegna títol pro hac vice (23 de febrer de 1671 - 18 de març de 1671 nomenat cardenal prevere de Santa Pudenziana)
  - Vacant (1671 - 1673)
- Felice Rospigliosi (27 de febrer de 1673 - 17 de juliol de 1673 nomenat cardenal diaca de Sant'Angelo in Pescheria)
- Girolamo Casanate (17 de juliol de 1673 - 2 de desembre de 1675 nomenat cardenal diaca de San Cesareo in Palatio)
  - Vacant (1675 - 1681)
- Benedetto Pamphilj (22 de setembre de 1681 - 30 d'abril de 1685 nomenat cardenal diaca de San Cesareo in Palatio)
  - Vacant (1685 - 1690)
- Luigi Omodei (10 d'abril de 1690 - 18 d'agost de 1706 mort)
  - Vacant (1706 - 1724)
- Melchior de Polignac (27 de setembre de 1724 - 20 de novembre de 1724 nomenat cardenal prevere de Santa Maria in Via)
  - Vacant (1724 - 1728)
- Carlo Collicola (10 de maig de 1728 - 20 d'octubre de 1730 mort)
  - Vacant (1730 - 1734)
- Giacomo Lanfredini (12 d'abril de 1734 - 16 de maig de 1741 mort)
- Carlo Maria Sacripante (29 de maig de 1741 - 10 d'abril de 1747 nomenat cardenal diaca de Santa Maria ad Martyres)
- Enrico Benedetto Stuart (31 de juliol de 1747 - 16 de setembre de 1748); títol pro hac vice (16 de setembre de 1748 - 18 de desembre de 1752); in commendam (18 de desembre de 1752 - 12 de febrer de 1759 nomenat Cardenal prevere de Santa Maria in Trastevere)
- Flavio Chigi el jove (12 de febrer de 1759 - 12 de juliol de 1771 mort)
  - Vacant (1771 - 1775)
- Ignazio Gaetano Boncompagni-Ludovisi (18 de desembre de 1775 - 29 de gener de 1787 nomenat cardenal diaca de Santa Maria ad Martyres)
- Filippo Carandini (23 d'abril de 1787 - 12 de setembre de 1794 nomenat cardenal diaca de Sant'Eustachio)
  - Vacant (1794 - 1803)
- Charles Erskine of Kellie (28 de març de 1803 - 20 de març de 1811 mort)
  - Vacant (1811 - 1816)
- Stanislao Sanseverino (23 de setembre de 1816 - 21 de març de 1825 nomenat cardenal diaca de Santa Maria ad Martyres)
  - Vacant (1825 - 1829)
- Belisario Cristaldi (21 de maig de 1829 - 25 de febrer de 1831 mort)
  - Vacant (1831 - 1838)
- Adriano Fieschi (17 de setembre de 1838 - 27 de gener de 1843 nomenat cardenal diaca de Santa Maria ad Martyres)
- Lodovico Altieri, títol pro hac vice (24 de novembre de 1845 - 17 de desembre de 1860 nomenat cardenal bisbe de Albano)
  - Vacant (1860 - 1863)
- Francesco Pentini (19 de març de 1863 - 17 de desembre de 1869 mort)
  - Vacant (1869 - 1875)
- Bartolomeo Pacca iuniore (23 de setembre de 1875 - 14 d'octubre de 1880 mort)
- Francesco Ricci Paracciani (30 de març de 1882 - 1 de juny de 1891 nomenat cardenal prevere de San Pancrazio)
  - Vacant (1891 - 1894)
- Francesco Segna (21 de maig de 1894 - 4 de gener de 1911 mort)
- Giovanni Battista Lugari (30 de novembre de 1911 - 31 de juliol de 1914 mort)
- Francis Aidan Gasquet, O.S.B. (6 de desembre de 1915 - 18 de desembre de 1924); títol pro hac vice (18 de desembre de 1924 - 5 d'abril de 1929 mort)
  - Vacant (1929 - 1935)
- Massimo Massimi (19 de desembre de 1935 - 18 de febrer de 1946); títol pro hac vice (18 de desembre de 1946 - 6 de març de 1954 mort)
- Carlo Chiarlo, títol pro hac vice (18 de desembre de 1958 - 21 de gener de 1964)
- Charles Journet (25 de febrer de 1965 - 5 de març de 1973); títol pro hac vice (5 de març de 1973 - 15 d'abril de 1975 mort)
- Corrado Bafile (24 de maig de 1976 - 22 de juny de 1987); títol pro hac vice (22 de juny de 1987 - 3 de febrer de 2005 mort)
- Andrea Cordero Lanza di Montezemolo (24 de març de 2006 - 20 de juny de 2016); títol pro hac vice (20 de juny de 2016 - 19 de novembre de 2017 mort)
  - Vacant (2017 - 2019)
- Michael Louis Fitzgerald, M.Afr., des del 5 d'octubre de 2019